# Gaunkharka
Gaunkharka – gaun wikas samiti w środkowej części Nepalu w strefie Bagmati w dystrykcie Nuwakot. Według nepalskiego spisu powszechnego z 2001 roku liczył on 573 gospodarstw domowych i 2982 mieszkańców (1537 kobiet i 1445 mężczyzn).